# Tribunal du stationnement payant
Le Tribunal du stationnement payant (TSP), anciennement commission du contentieux du stationnement payant (CCSP), est une juridiction administrative spécialisée, chargée d’examiner les contestations liées aux règles de stationnement fixées par la loi de modernisation de l’action publique territoriale et d’affirmation des métropoles (Maptam) du 27 janvier 2014.  

## Historique

### Création
Jusqu'à l'application, au 1er janvier 2018, de la loi MAPTAM de 2014, les conséquences de l'absence de paiement immédiat du stationnement étaient l’émission d’un procès-verbal (PV) donnant lieu à une amende fixée à 17 € sur l’ensemble du territoire. La loi prévoit que désormais c'est aux communes (ou à leurs EPCI) de fixer le montant de la redevance (forfait de post-stationnement, FPS) à payer lorsque le prix du stationnement n'a pas été acquitté. La mise en œuvre de la réforme a conduit à la création de la commission du contentieux du stationnement payant (CCSP), afin de traiter les recours contentieux contre les décisions individuelles relatives aux forfaits de post-stationnement. La commission s’installe à Limoges (dans l’ancienne caserne militaire Beaublanc).

### Changement de nom
Le 1er janvier 2025, la CCSP devient le Tribunal du stationnement payant, après avoir rejoint pleinement la juridiction administrative début 2024 avec le transfert de sa gestion du ministère de l'Intérieur vers le Conseil d’État. Avec près de 130 000 affaires jugées par an, cette juridiction administrative spécialisée est la plus active de France.

## Composition

### La présidence
La commission du contentieux du stationnement payant est présidée par un membre du corps des tribunaux administratifs et cours administratives d’appel ayant le grade de président, nommé par décret du président de la République sur proposition du vice-président du Conseil d’État, pour une durée de cinq ans, renouvelable.
Le premier président de la commission est Christophe Hervouet, président du corps des tribunaux administratifs et des cours administratives d'appel, vice-président au tribunal administratif de Nantes .

### Les membres
Le tribunal est composé de magistrats administratifs ou judiciaires, en activité ou honoraires nommés pour une période de trois ans renouvelable. La commission comprend deux chambres dont les présidents sont nommés par le vice-président du Conseil d’État, sur proposition du président du tribunal.

## Procédure et fonctionnement
Il n'existe qu'une commission pour l'ensemble du territoire.

### Recours administratif préalable à la requête
Avant de pouvoir saisir la CCSP, il faut d'abord contester le forfait de post-stationnement (FPS)  par le biais d’un recours administratif préalable obligatoire (RAPO), formé dans un délai d’un mois auprès de la commune ou de l’établissement public de coopération intercommunale. Aucun recours contentieux ne peut être exercé sans ce RAPO et avant qu’il n’y ait été répondu. À défaut de réponse explicite au bout d’un mois, le recours préalable est réputé rejeté. S'il est fait droit au recours, l’autorité compétente notifie au demandeur un avis de paiement rectificatif.
La décision implicite ou explicite peut faire l’objet d’un recours devant la commission du contentieux du stationnement payant dans un délai d’un mois (art. L. 2333-87, VI et art. R. 2333-120-33 du code général des collectivités territoriales).
La loi prévoyait initialement que la recevabilité du recours était subordonnée au paiement préalable du montant de l’avis de paiement du forfait de post-stationnement et de la majoration éventuelle si un titre exécutoire a été émis (art. L. 2333-87-5 CGCT). Cette obligation, destinée à éviter les recours dilatoires, avait fait l’objet de critiques en ce qu’il empêchait plusieurs catégories de personnes (personnes en situation de handicap, victimes de vols de véhicules ou d’usurpation de plaques, anciens propriétaires de véhicules cédés et personnes financièrement vulnérables) de faire valoir leurs droits. Ainsi, une réforme était préconisée par un rapport d’information du Sénat de 2019 ainsi que par un rapport du Défenseur des droits de janvier 2020. Un amendement à la loi de finances pour 2020 introduit une clause exonératoire pour ces catégories de personnes, mais est censuré par le Conseil constitutionnel comme cavalier budgétaire. L’obligation de paiement préalable est finalement déclarée contraire à la Constitution par le Conseil constitutionnel en septembre 2020, comme violant le droit à un recours effectif.

### Traitement de la requête
La juridiction permettrait la dématérialisation de l’instruction des recours avec possibilité de déposer les recours, par un formulaire de requête, sur un portail. Cependant ce portail n'est pas encore opérationnel : un prestataire est donc chargé de réceptionner les demandes et « de les ouvrir, de les scanner et de transférer ».
Lors de l'enregistrement de la requête, le président de la commission désigne le rapporteur chargé de conduire l'instruction de la requête qui lui est affectée. Lorsqu'il apparaît, au vu de la requête, que la solution de l'affaire est d'ores et déjà certaine, le magistrat chargé de l'instruction de l'affaire peut décider qu'il n'y a pas lieu à instruction.
Lorsqu'une affaire est appelée à l'audience, les parties en sont averties, par lettre recommandée avec demande d'avis de réception, sept jours au moins avant le jour de l'audience. 
Le juge peut infliger à l'auteur d'une requête qu'il estime abusive une amende dont le montant ne peut excéder 2 000 euros.
Les décisions de la commission sont motivées ; elles sont notifiées le même jour à toutes les parties en cause et adressées à leur domicile réel, par lettre recommandée avec demande d'avis de réception.
Les décisions de la commission peuvent faire l’objet, dans un délai de deux mois, d’un recours en cassation devant le Conseil d’État, selon le principe dégagé par l’arrêt D’Aillères (art. R. 2333-120-64 CGCT),

### Engorgement
La Commission a annoncé dans sa phase de présentation qu'une « télé-procédure » serait « directement accessible à terme », pour faciliter les processus. Cependant l'ouverture du service a été plusieurs fois repoussée et dans cette attente, « toute requête est présentée sur papier ». Annoncée pour l'automne 2018, la possibilité d'une procédure électronique semble devoir « être mise en place début 2019 ». En mars 2019, la Commission reconnaît cependant de « gros problèmes informatiques ».  
En novembre 2018, la Commission reconnaît avoir traité « environ 6 000 jugements sur 60 000 requêtes reçues » dans ses dix premiers mois d'activité, et ce alors que les requêtes augmentent et atteignent à la fin 2018 le rythme de « 8 000 requêtes par mois ». En mars 2019, la Commission informe que le mois le plus prolifique a été février 2019, durant lequel « 1 400 décisions ont été rendues », à comparer aux « 11 000 demandes mensuelles ».  
La conséquence en est que les délais d'instruction « explosent », et peuvent atteindre « un an au moins », les recours restent en suspens, y compris ceux des « usagers handicapés injustement sanctionnés ».